# Magdalena Tulli

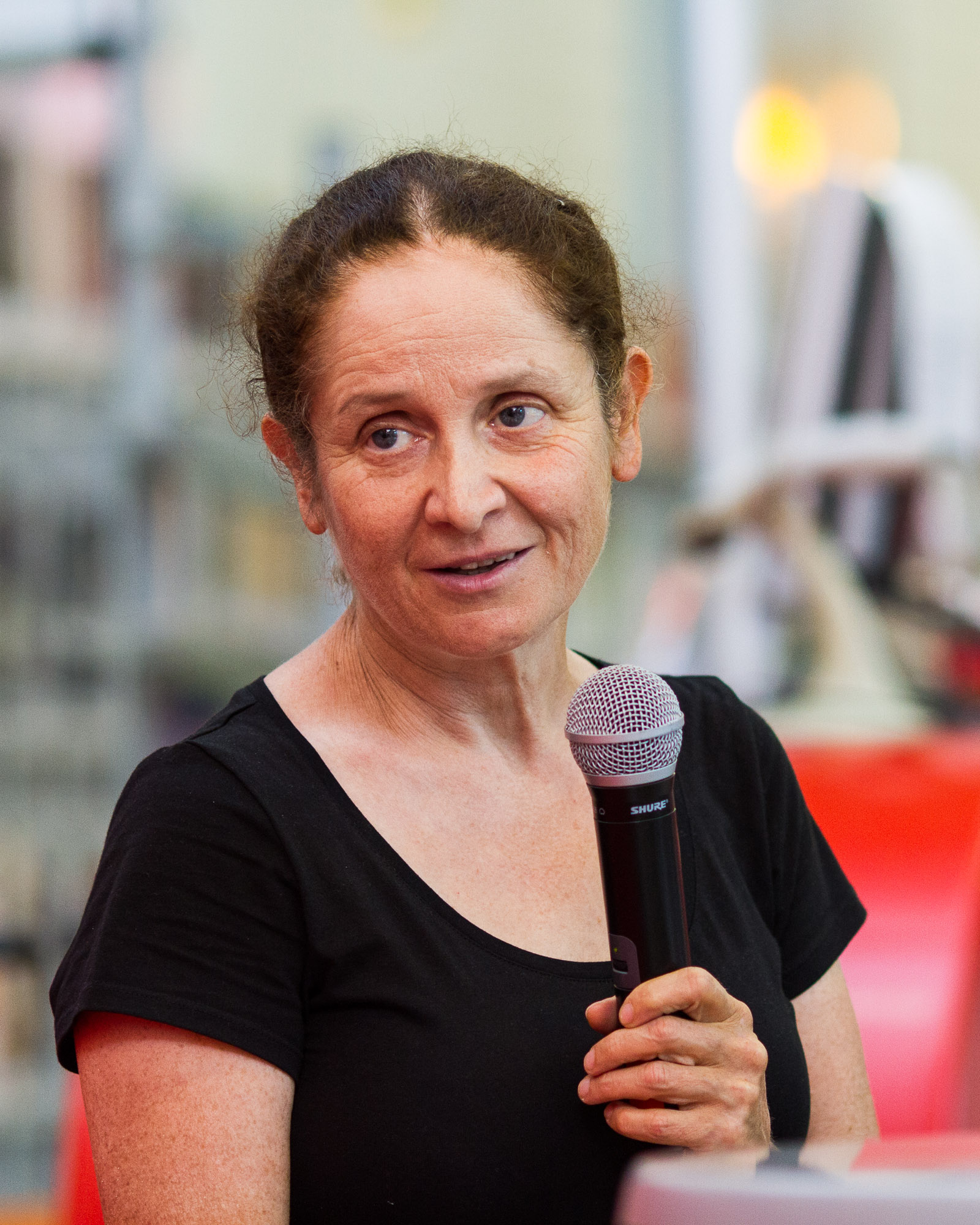
Magdalena Tulli năm 2015

Magdalena Tulli (tên khai sinh là Maddalena Flavia Tulli; 20 tháng 10 năm 1955 tại Warszawa, Ba Lan) là tiểu thuyết gia và dịch giả người Ba Lan. Bà là một trong những nhà văn xuất sắc nhất Ba Lan.
Tulli sinh ra tại gia đình có cha là người Ý và mẹ là người Ba Lan gốc Do Thái. Bà tốt nghiệp trung học năm 1974 tại Warszawa và lấy bằng Thạc sĩ sinh học tại Đại học Warszawa năm 1979. Sau đó bà làm việc 6 tháng tại Trạm Nam Cực Henryk Arctowski. Năm 1983, bà lấy bằng Tiến sĩ tại Viện Sinh học và Động vật học thuộc Viện Hàn lâm Khoa học Ba Lan.
Bài thơ-văn xuôi Sny i kamienie (1995) là tác phẩm đầu tay của Tulli. Bà là thành viên của Hội Nhà văn Ba Lan. Các tác phẩm của bà được dịch ra nhiều thứ tiếng. Năm 2012, bà giành Giải thưởng Văn học Gdynia cho cuốn sách Włoskie szpilki ("Những đôi giày cao gót của Ý").  Cùng năm, cuốn tiểu thuyết In Red, do Bill Johnston dịch, lọt vào danh sách Giải thưởng Sách dịch hay nhất. Bà nhận được năm đề cử cho Giải thưởng Nike (giải thưởng văn học nổi tiếng nhất Ba Lan). Văn phong Tulli đậm chất hậu hiện đại và siêu hư cấu.
Bà tham gia dịch một số cuốn sách, chẳng hạn như La Fugitive của Marcel Proust, The Watcher của Italo Calvino và La paura del cielo của Fleur Jaeggy.

## Tiểu thuyết
- Sny i kamienie 1995. (Dreams and Stones, Archipelago Books 2004).
- W czerwieni 1998. (In red, Archipelago Books 2011).
- Tryby 2003. (Moving Parts, Archipelago Books 2005).
- Skaza 2006. (Flaw, Archipelago Books 2007)
- Kontroler snów 2007, (Wydawnictwo Nisza)
- Włoskie szpilki 2011, (Wydawnictwo Nisza)
- Szum, 2014 (Wydawnictwo Znak)